# ジョセフィーヌ・クロウェル
ジョセフィーヌ・クロウェル（Josephine Crowell、1859年1月11日 - 1932年7月27日）は、ノバスコシア州出身の女優。

## 出演作品
- ロイドの初恋
- 大疑問
- イントレランス